# Hans Kreßel
Hans Kreßel (* 14. April 1898 in Erlangen; † 30. Oktober 1985 ebenda) war ein deutscher evangelisch-lutherischer Pfarrer und Theologe.

## Leben
Hans Kreßel entstammt väterlicherseits einem alteingesessenen Erlanger Bauerngeschlecht. Er wurde als einziges Kind des Bäckermeisters Konrad Kreßel und seiner Ehefrau Barbara, geb. Weiß, geboren. Von 1907 bis 1916 besuchte er das Gymnasium Fridericianum in Erlangen und begann im Wintersemester 1916/17 mit dem Studium der Theologie an der Universität Erlangen. Zu Beginn des Sommersemesters 1917 wurde er zum Kriegsdienst einberufen, der ihn nach Rumänien und Nordfrankreich führte. Im Zwischensemester 1919 konnte er sein Studium in Erlangen wieder aufnehmen und fortsetzen und 1921 sein Examen ablegen. Die wichtigsten theologischen Lehrer waren für ihn Hans Preuß, Philipp Bachmann, Richard Grützmacher und Christian Bürckstümmer.
Ab 1921 versah er die Stelle eines Vikars in der Gemeinde St. Stephan in Bamberg. 1926 wurde er als Pfarrer nach Mühlhausen berufen. Von 1929 bis 1942 war er Pfarrer in Schweinfurt. Am 7. Juni 1942 wurde Hans Kreßel von Kreisdekan Julius Schieder in das Amt des ersten Pfarrers an St. Johannis (Nürnberg) eingeführt. Dort wirkte er bis zum Eintritt in den Ruhestand im Jahre 1968. Im Jahre 1956 wurde er zum Kirchenrat ernannt.
Während seiner Amtstätigkeit und auch im Ruhestand war Kreßel als Gastprediger tätig. Am 30. Oktober 1985 starb Kreßel in seiner Geburtsstadt Erlangen.

## Wissenschaftliche und schriftstellerische Tätigkeit
Hans Kreßel veröffentlichte schon als Gymnasiast heimatgeschichtliche Abhandlungen. Mit einer Arbeit, die den kunstgeschichtlichen Zusammenhang der ehemaligen Klosterkirche Frauenaurach mit der Ebracher Bauhütte erbrachte, wurde er 1922 zum Dr. phil. promoviert. Auch später widmete er sich in seinen Pfarreien kunst-, kirchen- und lokalgeschichtlichen Themen. In Nürnberg beschäftigte er sich vor allem mit Johannes Werner und Albrecht Dürer.
Auf theologischem Gebiet forschte und publizierte Kreßel zu den Themen evangelisch-lutherischer Gottesdienst und Wilhelm Löhe. Er war ein später Vertreter der Älteren Liturgischen Bewegung. In seinem liturgiewissenschaftlichen Konzept ging er aus vom Dialog Gottes mit dem Menschen. Dabei versuchte er der Gestaltwerdung des Wortes Gottes in, mit und unter menschlichen Gegebenheiten Rechnung zu tragen. Daneben war er Mitarbeiter an mehreren theologischen Zeitschriften.

## Schriften (Auswahl)
- Jenseits des Grabes. Predigtvorträge über Tod, Auferstehung, Jüngstes Gericht und ewiges Leben, Bamberg 1925.
- Wilhelm Löhe als Praktischer Theologe, 3 Bde., Gütersloh 1929, Neuendettelsau 1952, 1955.
- D. Philipp Bachmann. Der Prediger und der Liturg, Leipzig 1931.
- Zur Erinnerung an die Luther-Fahrt Schweinfuhrt-Eisleben, Nürnberg/Zirndorf 1933.
- Die großen Taten Gottes. Liturgische Ansprachen und Formulare für alle Feste des Kirchenjahres, Ansbach 1934.
- Die Liturgie der Evangelisch-Lutherischen Kirche in Bayern rechts des Rheins. Geschichte und Kritik ihrer Entwicklung im 19. Jahrhundert, Gütersloh 1935.
- Wilhelm Löhe. Der Missionsmann und Diakonissenvater, Erlangen 1936.
- Das Licht scheinet in der Finsternis! Ein Weihnachtsspiel aus der Zeit des Dreißigjährigen Krieges, Stuttgart 1937.
- Erneuerung des lutherischen Gottesdienstes im Spiegelbild der Bayerischen Liturgiegeschichte, Erlangen 1937.
- Die lebendige Gemeinde – das Schicksal der Kirche, Gütersloh 1939.
- Luther und der heilige Christ, Gütersloh 1939.
- mit Friedrich Wilhelm Hopf: Das Fest des Jüngsten Tages. Ein Vorschlag mit grundsätzlicher Untersuchung und praktischen Beispielen der Gestaltung, Essen 1941.
- Heimsuchung. Ausgewählte Zeitpredigten aus dem Kirchenjahr 1944/45, Gütersloh 1947.
- Die Liturgik der Erlanger Theologie. Ihre Geschichte und ihre Grundsätze, Göttingen 1946.
- Unser Gottesdienst. Eine Einführung in das Wesen und den Gang des lutherischen Gottesdienstes (= Kirchlich theologische Hefte 5), München 1948.
- Zur Geschichte der Pfarrei Mühlhausen in Oberfranken, Nürnberg 1955.
- Helene Löhe. Ein Lebensbild, Neuendettelsau 1955.
- Das Spiel Gottes. Sieben fränkische Geschichten, Neuendettelsau 1957.
- Ich harre dein. Wilhelm Löhe – sein Leben und sein Zeugnis, Stuttgart 1960.
- Simon Schöffel. Magnalia und Miniaturen aus dem Leben eines lutherischen Bischofs, Schweinfurt 1964.
- Albrecht Dürer. Der Mensch – der Christ – der Künstler, Nürnberg 1971.
- Von der rechten Liturgie. Prolegomena zu einer Morphologie der Liturgie, zu ihrer Gestalt und Gestaltung, Neuendettelsau 1971.
- Vor dem Untergang? Was die Zeichen der Zeit lehren, Bad Liebenzell 1976.
- Im Hause des Herrn immerdar, Autobiografie, Erlangen 1978.
- Die St.-Andreas-Kirche zu Kalchreuth. Kleinod im Frankenland, Kalchreuth/Erlangen 1985.